# 特尔纳瓦大学
特尔纳瓦大学是斯洛伐克最古老的大学之一，位于斯洛伐克西部城市特尔纳瓦。

## 历史
最初的耶稣会大学由埃斯泰尔戈姆大主教彼得·帕兹曼尼（Péter Pázmány）于1635年创立，设有艺术学院、神学院、法学院（1667年）和医学院（1769年）。该大学在特尔纳瓦(德語：Tyrnau)存续了142年，于1777年迁至匈牙利布达，最后于1784年迁至佩斯，其合法继承者是位于匈牙利布达佩斯的罗兰大学。

## 重建
现在的大学成立于1992年，虽然名称相同，但不是合法继承者。
目前有五个学院，其中四个位于特尔纳瓦：
- 哲学与艺术学院
- 教育学院
- 健康与社会关怀学院
- 法律系

一个位于布拉迪斯拉发的学院：
- 神学院[2]